# Marie-Madeleine d'Autriche (1589-1631)
Pour les articles homonymes, voir Marie-Madeleine d'Autriche.
Marie Madeleine d’Autriche (Graz, 7 octobre 1589 – Passau, 1er novembre 1631) est l'épouse de Cosme II de Médicis et grande-duchesse de Toscane.

## Biographie

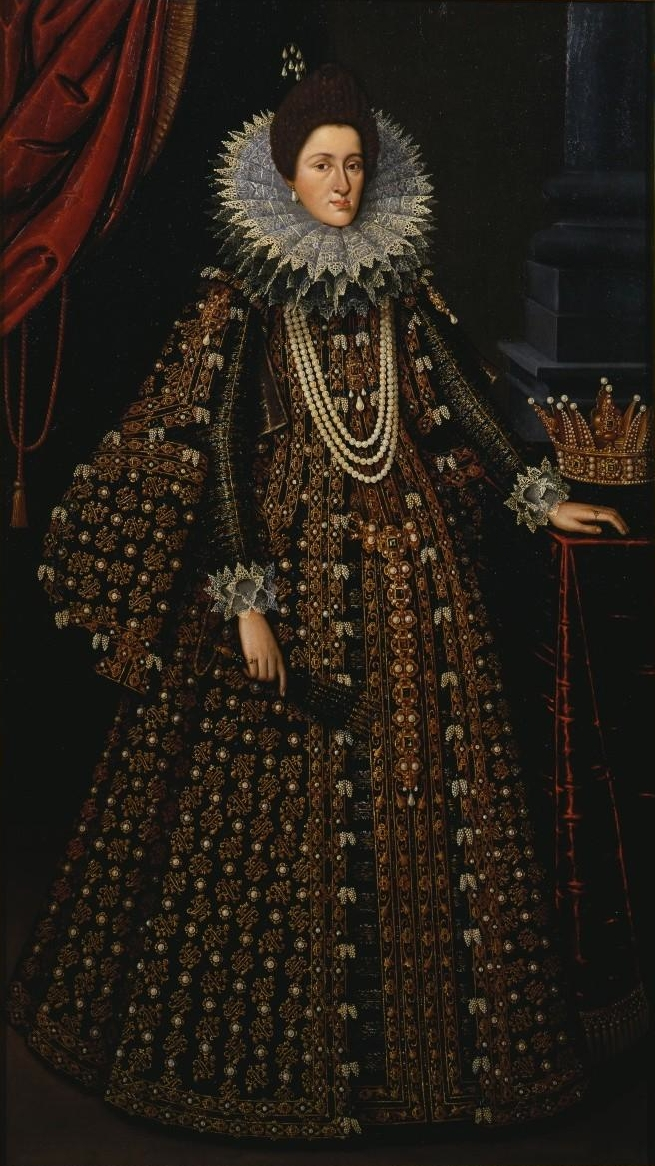
Tiberio Titi, Portrait de Marie Madeleine d’Autriche (vers 1610), galerie des Offices.

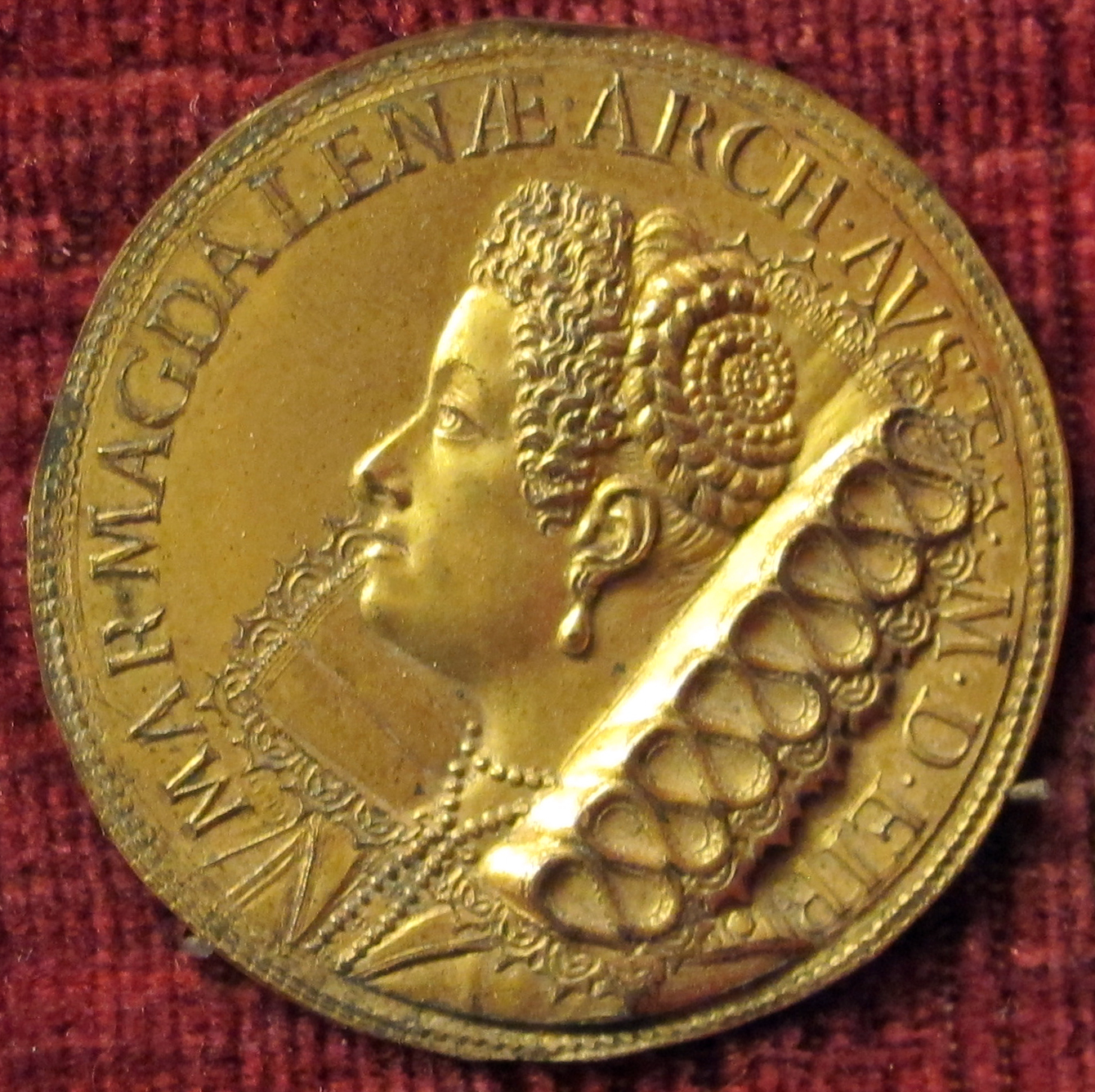
Gasparo Mola, Médaille de Marie Madeleine d’Autriche (1618).

Dernière des quinze enfants de Charles II d'Autriche-Styrie, archiduc d'Autriche et de Marie-Anne de Bavière, son mariage avec le grand-duc de Toscane a lieu le 19 octobre 1608 à Padoue.
Après la mort de son mari en 1621 à l'âge de 30 ans, elle se dédie avec sa belle-mère Christine de Lorraine à l'éducation de ses huit enfants, en particulier de son fils, futur grand-duc Ferdinand II de Médicis. Selon les dispositions testamentaires de Cosme II, leur fils Ferdinand est placé sous la tutelle de Marie-Madeleine et de sa belle-mère Christine, épaulées par un conseil formé de quatre conseillers.
Son fils lui offre en 1626, pour le Nouvel an, deux œuvres de Bartolomeo Manfredi, Les Joueurs de cartes et Le Concert. Anciennement au musée des Offices, elles ont été détruites lors de l'attentat de mai 1993,.
Marie-Madeleine est considérée comme bigote et dispendieuse. Ses dons excessifs aux couvents et monastères ont des conséquences catastrophiques sur les finances de l’État. De plus, tandis que Marie-Madeleine règne dans un esprit pro-autrichien, sa corégente Christine de Lorraine pratique une politique amicale envers la France. Après la victoire du camp catholique dans la bataille de la Montagne-Blanche, à laquelle ont pris part des troupes toscanes, elle fait apposer sur la façade de la Villa di Poggio Imperiale des écussons des Habsbourg, et fait peindre à l'intérieur des cycles de fresques du peintre Matteo Rosselli symbolisant la victoire de la « piété autrichienne » sur les « hérétiques et rebelles ».
Elle a en héritage le gouvernement de la ville de San Miniato jusqu'à sa mort et elle s'emploie à la faire devenir diocèse. D'une grande piété, elle est proche de sa belle-fille Vittoria della Rovere.
Elle commande au peintre Rutilio Manetti pour la salle des audiences de la Villa di Poggio Imperiale le tableau Sophonisbe et Massinissa (1623-1625), aujourd'hui conservé au musée des Offices dans le corridor de Vasari.
La grande-duchesse meurt à 42 ans, après une visite à son frère Léopold à Innsbruck sur le chemin du retour à Passau, en Allemagne. Elle est enterrée dans la Basilique San Lorenzo de Florence. Son fils est au pouvoir depuis un an.

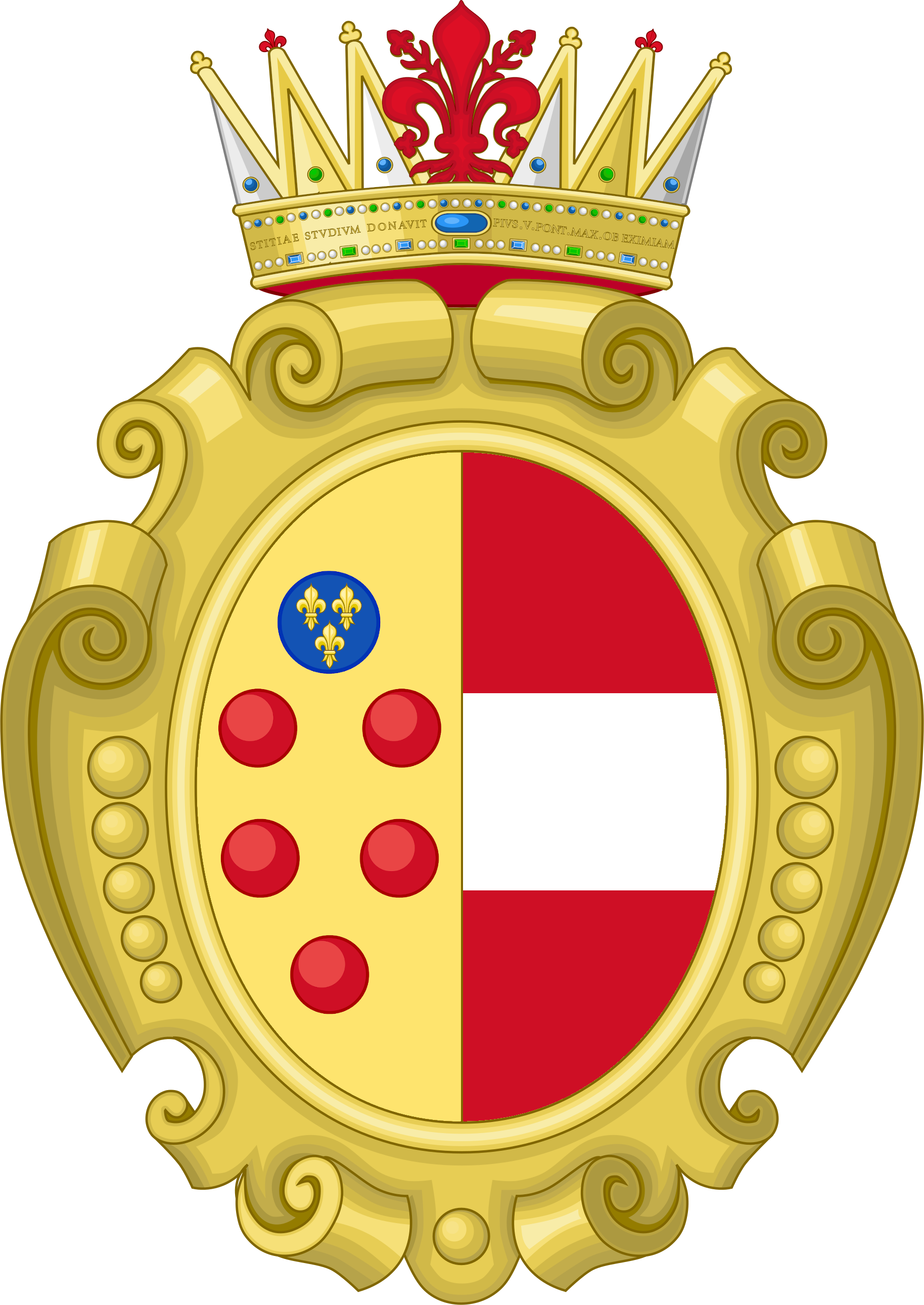
Blason de Marie Madeleine d'Autriche en grande-duchesse de Toscane.

## Descendance
De son mariage avec Cosme II de Médicis sont nés huit enfants :
- Marie-Christine (1609–1632)
- Ferdinand (1610–1670), futur grand-duc ; il épouse en 1641 Vittoria della Rovere, duchesse d'Urbin
- Jean-Charles (1611–1663), cardinal
- Marguerite (1612–1679) ; elle épouse en 1628 Édouard Ier Farnèse (1612-1646), duc de Parme et Plaisance,
- Matthias (1613–1667),
- François (1614–1634),
- Anne-Claude (1616–1676) ; elle épouse Ferdinand-Charles d'Autriche, comte de Tyrol (1628-1662)
- Léopold (1617–1675) cardinal.